# Chebanse
Chebanse är en ort (village) i Iroquois County, och Kankakee County, i Illinois. Vid 2010 års folkräkning hade Chebanse 1 062 invånare.